# Ralph Vaughan Williams

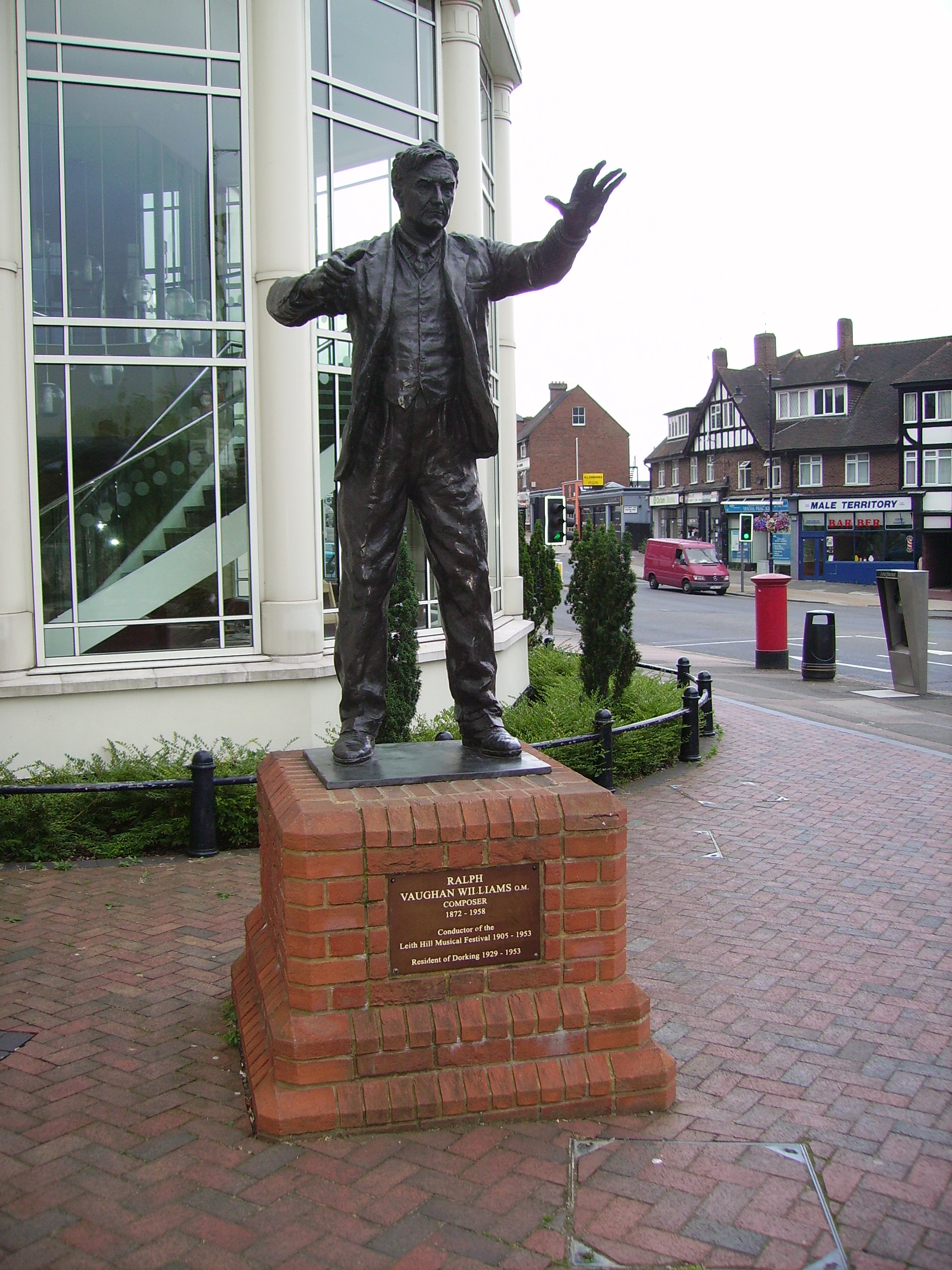
Ralph Vaughan Williams

Ralph Vaughan Williams, OM (Down Ampney, Gloucester, 12 d'octubre de 1872 - Londres, 26 d'agost de 1958) fou un influent compositor anglès, representant del nacionalisme musical a Anglaterra.
Vaughan Williams va ser tot el contrari d'un nen prodigi. Després d’aprendre violí i piano a l’escola de Rottingdean i de canviar a la viola quan era a Charterhouse, va estudiar composició durant dos anys amb Stanford al Royal College of Music. Després, va estudiar Història i Música a Cambridge amb Charles Wood. Tot i la seva passió per la composició, el seu progrés va ser lent i considerat "sense talent" pel seus col·legues. Però va persistir i va tornar al RCM per estudiar amb Hubert Parry, on va crear llaços profunds amb Leopold Stokowski i, especialment, amb Gustav Holst, amb qui va mantenir una crítica mútua i constructiva fins a la mort d’aquest el 1934. També va aprofundir els seus coneixements el 1897 amb Max Bruch a Berlín i l'any següent amb Maurice Ravel a París. Quan a partir del 1904 va descobrir la cançó popular anglesa va trobar el seu propi estil i va decidir recopilar música de cançons populars, que va utilitzar especialment per a l'himnari English Hymnal i en algunes de les seves pròpies composicions originals.
Va compondre simfonies, música de cambra, òpera,  música coral i per al cinema.

## Biografia

### Primers anys
Ralph Vaughan Williams va néixer el 1872 a Down Ampney, un poble al comtat de Gloucestershire, en una família benestant. La família del seu pare, el reverend del poble Arthur Vaughan Williams, provenia de Carmarthenshire i eren reputats advocats. Vaughan Williams és un doble cognom, sense guió, d'origen gal·lès. Després de la mort del seu pare, el 1875, va ser criat a Londres per la seva mare Margaret Susan (1843-1937), besneta de l'empresari Josiah Wedgwood. Cal assenyalar que també era família de Charles Darwin, el seu besoncle. Es va criar doncs en una família de classe alta, només un rang per sota dels terratinents, però Vaughan Williams va fer campanya al llarg de la seva vida per una societat ideal democràtica i igualitària, i creia que la música havia d'arribar a tothom.

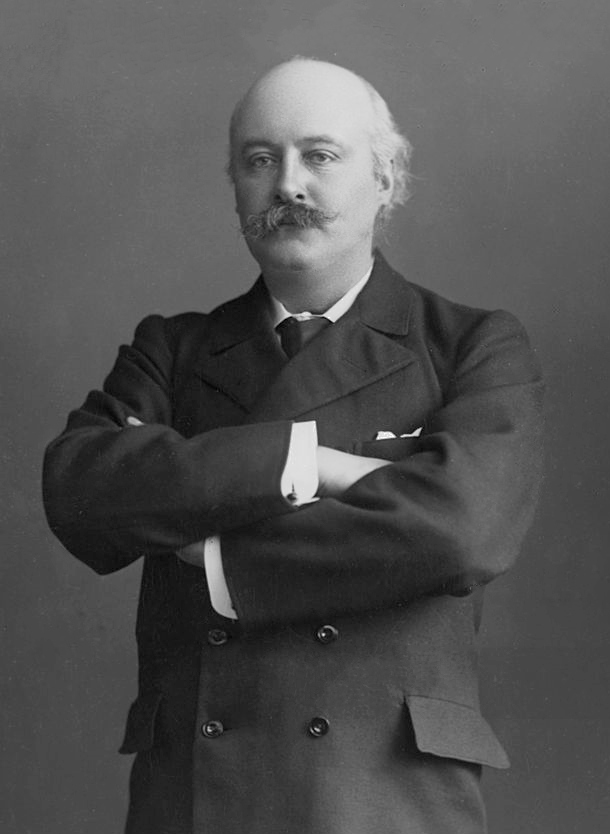
Hubert Parry, el seu primer mestre de composició

Als sis anys, Vaughan Williams va començar lliçons de piano i composició bàsica amb la seva tia, Sophy Wedgewood. Va començar a tocar el violí a l'edat de set anys. El gener de 1887, a l'edat de catorze anys, va assistir a l'Escola de Charterhouse, que era una de les poques escoles en aquell temps que fomentava l'expressió musical.
El 1890 va entrar al Royal College of Music de Londres, que havia fundat vuit anys enrere George Grove, i estudià composició amb Hubert Parry, un dels impulsors del Renaixement musical anglès. Va ampliar els estudis de música i història al Trinity College de Cambridge a partir de 1892 amb Charles Wood. A Cambridge va fer un cercle d'amistats intel·lectuals que el portaren a la ideologia pròxima al socialisme, pensaments dels quals es va dissociar més endavant amb l'entrada del radicalisme de Stalin. Cambridge tenia en aquells moments una notable vida musical i Ralph, actiu participant del club musical de la universitat, va estrenar el seu primer treball: un quartet per a quatre veus masculines.
Va retornar al Royal College of Music l'estiu de 1895, on va tenir com a professor a Charles Villiers Stanford i com a company i amic a Gustav Holst, del qual durant tota la vida en va rebre un valuós assessorament en la composició. Si bé en la primera etapa al Royal College va sortir dominant Wagner, en aquesta segona etapa es va caracteritzar per la seva addicció a la música modal dels principis de la música anglesa i europea, i que Vaughan Williams va trobar sobretot en la polifonia i madrigals de l'època Tudor. També es va interessar per les aparentment poc sofisticades cançons populars angleses. Les noves inquietuds musicals no encaixaven amb les de la institució que aleshores dirigia Villiers Stanford, i Vaughan Williams abandonà l'escola el 1897.
Aviat va entrar com a organista a l'església de Sant Barnabas a South Lambeth, un districte pobre de Londres. Aquest mateix any es va casar amb Adeline Fisher, amiga de la família i cosina de Virginia Woolf, i van passar la lluna de mel fent el seu primer gran viatge per Europa. Van passar sis mesos a Berlín, on va estudiar amb Max Bruch i va poder escoltar per primera vegada L'Anell del Nibelung completa.

### Primeres composicions
A principis del 1899 deixa la feina d'organista per dedicar-se de ple a la composició. Així, el 1901 estrena Heroic Elegy per a orquestra. Però s'adona que necessita el mestratge d'un gran compositor com Edward Elgar, i en negar-se aquest a donar-li formació, Vaughan Williams es dedica a estudiar les seves obres. El 1901 compon la cançó Linden Lea que obté un cert èxit. Tres anys més tard demostra la seva maduració i posa música a uns poemes de Dante Gabriel Rossetti The House of Life, obra que inclou una de les seves cançons més celebrades, Silent Noon. També li va donar popularitat Songs of Travel, un cicle de cançons amb una selecció de poemes de Robert Louis Stevenson.
El desembre de 1903 coneix Charles Potiphar, un pastor local amb una vida ordinària que, al contrari de Vaughan Williams, havia nascut en l'estrat inferior de la societat anglesa. Vivia tranquil·lament en una petita casa al petit poble d'Ingrave prop de Brentwood, Essex. Vaughan Williams va recollir més de 100 cançons populars a Essex i moltes més a Ànglia de l'Est i als comptats del sud d'Anglaterra. Es va inspirar força en aquestes velles cançons, usant-les en el seu propi treball innovador, publicant-ne algunes i utilitzant bastantes de les melodies en el seu English Hymnal de 1906. Entre les tonades que identifica sobresurt la melodia heroica i melancòlica Dives and Lazarus, que molts anys després (1939) utilitzaria a Five Variants of Dives and Lazarus. Així com Wagner el va obsessionar en l'adolescència, o la música modal en la següent dècada, aquest descobriment converteix la cançó popular en la seva obsessió, alterant completament la direcció de la seva música. A partir d'aquell moment es passeja per tot Anglaterra apuntant cançons populars.
Altres compositors, com Gustav Holst i George Butterworth s'afegiren a aquest corrent. Hubert Parry, massa gran, i Edward Elgar, induït en el Romanticisme alemany, se'n van desdir.
El 1908 feu una estada de tres mesos a París per aprendre orquestració amb Maurice Ravel, una de les matèries que Williams considerava no dominar encara a fons. Això va proveir la seva música amb el que ell mateix va definir com "un toc de llustre francès" i també li va deixar la influència de l'impressionisme musical.
Durant la I Guerra Mundial va servir com a lloctinent.
El seu estil, neomodal, s'inspirà en els cants folklòrics anglesos, en els madrigals elisabetians i en Henry Purcell. Es dedicà també a la pedagogia musical on va tenir alumnes com Inglis Gundry i, a la musicologia. Va escriure nou simfonies entre el 1910 i el 1958, així com altres nombrosos treballs incloent música de cambra, òpera, música coral, concerts i bandes sonores de pel·lícules com 49th Parallel. Entre les seves obres cal destacar A Sea Symphony (1910), Fantasia sobre un tema de Thomas Tallis (1910), The Lark Ascending (1914), Hugh the Drover (1924), The Poisoned Kiss (1936), Ephitalamion (1953) i Hodie (1954).

## Obres[12][13]

### Òperes
- Hugh the Drover o Love in the Stocks (1910–20). Òpera de balades (ballad opera) romàntica. Llibret de Harold Child
- Sir John in Love (1924–28), on apareix el conegut tema tradicional anglès "Greensleeves"
- The Poisoned Kiss (1927–29; revisada 1936–37 i 1956–57). Llibret d'Evelyn Sharp (posteriorment esmenat per Ralph i Ursula Vaughan Williams)
- Riders to the Sea (1925–32), a partir de l'obra del mateix nom de John Millington Synge
- The Pilgrim's Progress (1909–51), basada en l'obra de John Bunyan

- The Shepherds of the Delectable Mountains (1921). Llibret del mateix Ralph Vaughan Williams, a partir de l'obra de John Bunyan. La va incorporar, menys la secció final, dins The Pilgrim's Progress

### Música incidental
- The Wasps (Les vespes, 1909), per a una representació d'aquesta obra d'Aristòfanes, part de la qual va convertir en una més breu suite orquestral del mateix títol, forma en què és més coneguda
- The Bacchae (Les bacants, 1911) per a la tragèdia d'Eurípides
- The Death of Tintagiles (1913) per a l'obra de Maurice Maeterlinck

### Ballets
- Old King Cole (1923)
- On Christmas Night (1926)
- Job, A Masque for Dancing (1930)
- The Running Set (1933)
- The Bridal Day (1938–39)

### Orquestral
- Simfonies
  - A Sea Symphony (Simfonia núm. 1); una simfonia coral amb textos de Walt Whitman (1903–1909)
  - A London Symphony (Simfonia Londinenca o Simfonia núm. 2) (1913)
  - Pastoral Symphony (Simfonia pastoral o Simfonia núm. 3) (1921)
  - Simfonia núm. 4 en fa menor (1931–34)
  - Simfonia núm. 5 en re major (1938–43)
  - Simfonia núm. 6 en mi menor (1944–47, rev. 1950)
  - Sinfonia antartica (Simfonia núm. 7) (1949–52); basada en part en la seva música per a la pel·lícula de 1948 Scott of the Antarctic
  - Simfonia núm. 8 en re menor (1953–55)
  - Simfonia núm. 9 en mi menor (1956–57)
- Heroic Elegy and Triumphal Epilogue (1900)
- In the Fen Country, per a orquestra (1904)
- Norfolk Rhapsody núm. 1 (1906, rev. 1914)
- The Wasps, la suite orquestral esmentada en la secció de Música incidental (1909)
- Fantasia on a Theme by Thomas Tallis en sol major (1910, rev. 1913 i 1919)
- Sea Songs (1924); arranjament per a orquestra de la seva marxa per a banda del 1923
- Preludi i Fuga en do menor (1930)
- The Running Set (1933)
- Fantasia on "Greensleeves" (1934); adaptada a partir de la seva òpera "Sir John in Love" i arranjada per Ralph Greaves per a cordes i arpa amb flauta opcional
- Two Hymn-Tune Preludes (1936)
- Partita for Strings (1938)
- Five Variants of Dives and Lazarus (1939)
- Household Music (1940)
- Concerto Grosso (1950); obra escrita per a escoles rurals de música i que té la particularitat de permetre dividir l'orquestra en tres seccions de corda amb diferents nivells de domini de l'instrument
- Prelude on an Old Carol Tune (1952)
- Flourish for Glorious John (1957)

### Concerts
- Violí
  - The Lark Ascending per a violí i orquestra (1914)
  - Concerto Accademico per a violí i orquestra (1924–25)
- Viola
  - Flos Campi per a viola, cor sense paraules i petita orquestra (1925)
  - Suite per a viola i petita orquestra (1934)
  - Romança per a viola i piano (1925–1934 apr.)
- Piano
  - Concert per a piano en do major (1926-31)
  - Concerto per a dos pianos i orquestra (1946); una reelaboració del Concert per a piano en do
- Oboe Concerto en la menor, per a oboè i corda (1944)
- Fantasia (quasi variazione) on the Old 104th Psalm Tune per a piano, cor i orquestra (1949)
- Romança en re bemoll major per a harmònica i orquestra (1951); escrita per a Larry Adler
- Concert per a tuba en fa menor (1954)

### Coral
- The Garden of Proserpine, cantata per a soprano, cor i orquestra (1899); de l'obra d'Algernon Charles Swinburne[14]
- A Cambridge Mass, Missa brevis per a orquestra, doble cor i quatre solistes (1899); exercici de doctorat no estrenat fins al 3 de març de 2011[15][16][17][18]
- Toward the Unknown Region, cançó per a cor i orquestra (1906); de l'obra "Darest Thou Now, O Soul" de Walt Whitman
- Five Mystical Songs per a baríton, cor i orquestra (1911); de l'obra de George Herbert
- Fantasia on Christmas Carols per a baríton, cor i orquestra (1912); arranjada també per a orquestra reduïda d'orgue, corda i percussió
- Missa en Sol menor per a cor sol (1922)
- Sancta Civitas (The Holy City) oratori (1923–25); text extret majorment del Llibre de l'Apocalipsi
- Te Deum en Sol major (1928)
- Benedicite per a soprano, cor i orquestra (1929)
- In Windsor Forest, adaptad de la seva òpera "Sir John in Love" (1929)
- Three Choral Hymns (1929)
- Magnificat per a contralt, cor femení i orquestra (1932)
- Five Tudor Portraits per a contralt, baríton, cor i orquestra (1935)
- Dona nobis pacem (1936); text de Walt Whitman i altres fonts
- Festival Te Deum per a cor i orquestra o òrgan (1937)
- Serenade to Music per a setze veus solistes i orquestra (1938); de l'obra El mercader de Venècia de Shakespeare; dedicat a Sir Henry Joseph Wood amb motiu de la celebració dels 50 anys del seu primer concert
- Six Choral Songs To Be Sung In Time Of War (1940)
- A Song of Thanksgiving (originalment Thanksgiving for Victory) per a narrador, soprano, cor infantil, cor mixt i orquestra (1944)
- An Oxford Elegy per a narrador, cor mixt i petita orquestra (1949)
- Three Shakespeare Songs per a soprano, contralt, tenor i baix, a cappella (1951)
- O Taste and See, motet per a soprano, contralt, tenor i baix (1953); a partir del psalm 34:8; la versió original fou composta per a la coronació de la reina Elisabet II a l'Abadia de Westminster
- Hodie (1954); una cantata de Nadal
- Folk songs of the Four Seasons, cantata per a cor femení amb acompanyament d'orquestra o fortepiano (1950).
- Epithalamion per a baríton, cor, flauta, piano i corda (1957)
- A Choral Flourish per a cor mixt sol (c. 1952)
- O How Amiable, himne per a cor mixt i orgue (1934); text dels psalms 84 i 90

### Arranjaments d'himnes cristians
Vaughan Williams fou l'editor musical de l'Himnari Anglès ('English Hymnal') de 1906 i coeditor, amb el compositor Martin Shaw, de l'himnari Songs of Praise de 1925 i del recull de villancets Oxford Book of Carols de 1928.

### Vocal
- Linden Lea, cançó (1901)
- The House of Life, sis sonets musicats de Dante Gabriel Rossetti (1904)
- Songs of Travel (1904)
- The Sky Above The Roof (1908)
- On Wenlock Edge, cicle de caçons per a tenor, piano i quartet de corda (1909)
- Along the Field per a tenor i violí
- Three Poems by Walt Whitman per a baríton i piano (1920)
- Four Poems by Fredegond Shove per a baríton i piano (1922)
- Four Hymns per a tenor, viola i piano (1914)
- Merciless Beauty per a tenor, dos violins i violoncel (1921)
- Four Last Songs (1958)
- Ten Blake songs, cicle de cançons per a veu i oboè (1957)

### Música de cambra
- Quartet de corda en do menor (1897) (composició primerenca)
- Quartet de corda No. 1 en sol menor (1908)
- Quartet de corda No. 2 en la menor (1942-1944)
- Phantasy Quintet per a 2 violins, 2 violes i violoncel (1912)
- Quintet per a piano en do menor per a violí, viola, violoncel, contrabaix i piano (1903)
- Suite for Pipes (1939)
- Sonata en la menor per a violí i piano (1952)
- Romança per a viola i piano (sense data)
- Six Studies in English Folk Song per a violoncel i piano (1926)
- Romança per a harmònica amb corda i fortepiano (1952)

### Orgue
- Three Preludes on Welsh Hymn Tunes (1920)
- Preludi i Fuga en do menor (1921)
- A Wedding Tune for Ann (1943)
- The Old One Hundredth Psalm Tune (1953) (harmonització i arranjament)
- Two Organ Preludes (The White Rock, St. David's Day) (1956)

### Música per a pel·lícules, ràdio i televisió
- 49th Parallel, 1940
- Coastal Command, 1942
- Adaptació per a la BBC de The Pilgrim's Progress, 1942
- The People's Land, 1943
- The Story of a Flemish Farm, 1943
- Stricken Peninsula, 1945
- The Loves of Joanna Godden, 1946
- Scott of the Antarctic, 1948
- Bitter Springs, 1950
- The England of Elizabeth, 1957

### Música per a banda
- Rhosymedre (basada en la melodia d'un himne gal·lès per a orgue) per a banda de concert (1920)
- English Folk Song Suite per a banda militar (1923)
- Sea Songs (1923)
- Toccata Marziale per a banda militar (1924)
- Overture: Henry V per a banda de metall i percussió (brass band) (1933/34)
- Flourish for Wind Band (1939)
- Prelude on Three Welsh Hymn Tunes arranjament per a brass band de la seva obra per a orgue
- Variations per a brass band (1957)